# Lymphangite
 (mars 2017).
Si vous disposez d'ouvrages ou d'articles de référence ou si vous connaissez des sites web de qualité traitant du thème abordé ici, merci de compléter l'article en donnant les références utiles à sa vérifiabilité et en les liant à la section « Notes et références ».
 Mise en garde médicale
La lymphangite est une inflammation des vaisseaux lymphatiques. Les causes principales sont :
- infection (streptocoque, staphylocoque…)
- compression des vaisseaux lymphatiques (tumeur bénigne ou maligne, envahissement par lymphangite carcinomateuse)

Elle se traduit par un gonflement, plus ou moins douloureux du vaisseau lymphatique impliqué, une rougeur locale avec œdème.
On retrouve le plus souvent un ganglion lymphatique gonflé et sensible en aval du trajet. Le traitement dépend de la cause de cette lymphangite.

## Lymphangite réticulaire
Due à la remontée de bactéries le long des vaisseaux lymphatiques, elle tend à décrire un cordon rouge, douloureux et induré. On ne retrouve pas de signes généraux (fièvre, altération de l'état général (AEG), etc.) dans ce type d'atteinte.
Diagnostic différentiel : veinite et phlébite.
Signes fonctionnels : douleur du membre, impotence fonctionnelle relative au membre

## Lymphangite tronculaire
Lymphangite réticulaire associée à des signes généraux :
- Fièvre (en plateau à 40 °C)
- Altération de l'état général
- Teint vitreux